# Bet-at-home Cup Kitzbühel 2012
Bet-at-home Cup Kitzbühel 2012 — тенісний турнір, що проходив на ґрунтових кортах у місті Кіцбюель, Австрія з 23 липня . Належав до категорії ATP World Tour 250, був турніром серії Austrian Open Kitzbühel 2012 року.

## Фінальна частина

### Одиночний розряд
Робін Гаасе —  Філіпп Кольшрайбер 6–7(2–7), 6–3, 6–2

### Парний розряд
Франтішек Чермак /  Юліан Ноул —  Дастін Браун /  Пол Генлі 7–6(7–4), 3–6, [12–10]